# Alexander Doent
Alexander Doent (* 1968 in Niederösterreich) ist ein österreichischer Autor und Komponist.

## Leben und Wirken
Doent studierte in Köln, Berlin und Wien, sein erster Kompositionslehrer war Hans Werner Henze (Musikhochschule Köln). Daran schlossen sich musiktheoretische Studien in Berlin bei Gösta Neuwirth (Universität der Künste) an.
Alexander Doent ordnete das Gesamtwerk von Gerhard Lampersberg und erstellte dessen Werkverzeichnis. Er führte Konzertveranstaltungen unter dem Reihentitel Orgelwort durch. Darüber hinaus verfasste er Arbeiten für Bühne und Hörfunk.

## Werke (Auswahl)
- Sneedronningen („Die Schneekönigin“, nach Hans Christian Andersen). 1996 Ballett; UA Neustrelitz – Neubrandenburg
- Dantons Tod (Freies Feld). 1990 Ballett; Aachen Rheinisches Musikfest
- Sigrid Damm liest. 2006 CD-Cassette mit sechs Hörbüchern; Insel Verlag, ISBN 3-458-17259-9[3]
- Krieg und Frieden. 2018 Kammerspiel mit Musik; UA Kammeroper Wien[4][5]
- Melusina (nach Grillparzer, Kreutzer und L. v. Beethoven). 2020–2022 Oper in 3 Akten.[6]

## Schriften (Auswahl)
- Alexander Doent: Lampersberg und die Museumsinsel Hombroich. In: Österreichische Musikzeitschrift. 2009 / H. 6, S. 18–28 (unter dem Titel: „Oasen zu Hören“).[7]
- „Bertha, die Schriftstellerin“. In: Programmheft Theater an der Wien 2018, S. 7–11
- Notiz über die Forschungsaufgabe „Tonhof“. In: ANKLAENGE. Wiener Jahrbuch für Musikwissenschaft. Wien 2006.
- Die Musik Gerhard Lampersbergs: Werkverzeichnis 1948–1998. Wien 2016 (= Dissertation, Univ. für Musik).[8]
- Lampersberg – eine Werkauswahl, 1954–1988. Begleitheft zur CD 3138. ORF 2012
- Alexander Doent: Vom knaben mit dem brokat zur insel nantucket – H. C. Artmanns und Gerhard Lampersbergs Arbeiten für die Musikbühne. In: H. C. Artmann & Berlin. Hrsg. von Sonja Kaar und Marc-Oliver Schuster. Würzburg 2021.